# Rhyacia alagesica
Rhyacia alagesica là một loài bướm đêm trong họ Noctuidae.